# Oliver Riedel
Oliver Riedel (Schwerin, 1971. április 11. –) az ipari metált játszó német együttes, a Rammstein basszusgitárosa.
Egykeként nőtt fel. Szüleivel jó volt a kapcsolata, erről egy interjúban így nyilatkozott: „Mivel nincs köztem és a szüleim között nagy korkülönbség, jól kijöttünk egymással. Ugyanazt a zenét hallgatták, amit én. Inkább barátok, mint család voltunk.”
Az iskola elvégzése után vakolónak tanult. Fiatalkoráról keveset tudni, mivel az interjúk során keveset beszél, visszahúzódó és félénk. Emiatt ragadt rá „A titokzatos Német Ember” név is.
Koncerteken ritkán vokálozik, a show-elemekben ritkán szerepel.
Egy fia és egy lánya van, a gyerekek anyjától elvált. Jelenlegi családi állapota nem ismert. Szereti a fotózást és a sportokat, különösen a lovaglást, gördeszkázást és szörfözést. Az együttes tagjai közül ő ért a legjobban a számítógépekhez.

## Zenei pályafutása
1990-ben, 19 évesen Riedel a The Inchtabokatables nevű együttesben kezdett játszani, mint basszusgitáros.
1994-ben Till Lindemann-nal, Richard Z. Kruspe-pal és Christoph Schneiderrel megnyert egy fiatal együtteseknek hirdetett versenyt, ami lehetőséget nyújtott nekik, hogy kiadjanak egy 4 számból álló demo-CD-t. Paul Landers és Christian "Flake" Lorenz később csatlakozott hozzájuk, és megszületett a Rammstein együttes.

## Érdekességek
- Ő a zenekar legmagasabb tagja 2 méterével.
- A Stripped című szám alatt egy gumicsónakon „úszik” a tömeg felett.
- A Live aus Berlin DVD verzióján ezt nyilatkozta: „A fájdalom vagy szomorúság a legjobb kezdőpontja a művészi kifejezésnek.”